# 高柳健次郎

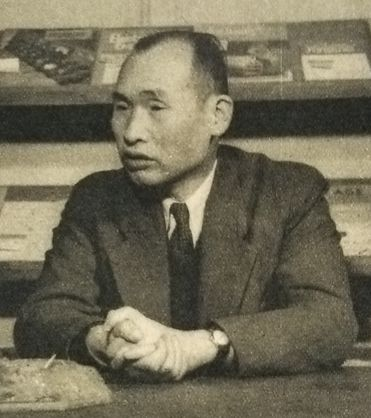
高柳健次郎，1953年

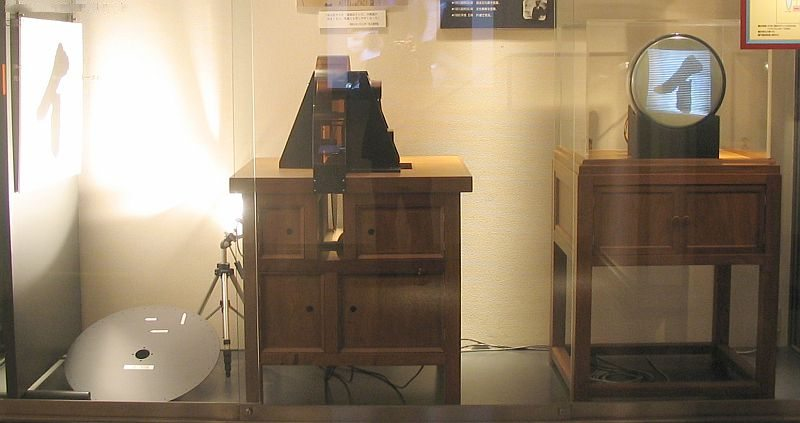
NHK放送博物館重建展示的電視傳送實驗装置

高柳健次郎（1899年1月20日—1990年7月23日），是日本工程師，曾任JVC副社長，有“日本電視之父”之稱。

## 生平
高柳健次郎出生於靜岡縣濱名郡和田村（今靜岡縣濱松市東區安新町）。
1926年12月25日，高柳在濱松高等工業學校（今靜岡大學工學部）成功地進行了電視實驗，利用顯像管在銀屏上放映出了片假名。1937年，高柳前往日本放送協會（NHK），參與研究為準備轉播1940年夏季奧林匹克運動會而進行的電視機研究計劃；然而由於第二次世界大戰的爆發，奧運停辦，研究計劃被迫終止。1946年，高柳及其弟子一同加入JVC，繼續參與電視機技術的研究與發展。
1955年4月，高柳獲頒紫綬褒章。1974年11月，高柳獲頒勳二等瑞寶章。1981年11月3日，高柳獲頒文化勳章。1988年11月，高柳成為靜岡大學榮譽博士。1989年4月，高柳獲頒勳一等瑞寶章。1990年7月23日，高柳健次郎因肺炎逝世，享壽91歲。